# Agrilus mendax
Agrilus mendax – gatunek chrząszcza z rodziny bogatkowatych i podrodziny Agrilinae.

## Taksonomia
Gatunek ten opisany został po raz pierwszy w 1837 roku przez Carla Gustafa Mannerheima.

## Morfologia
Chrząszcz o mocno wydłużonym ciele długości od 7,5 do 12 mm. Owłosienie wierzchu ciała jest równomierne, dość długie, ciemne i trudno dostrzegalne. Spód ciała i pleuryty równomiernie porośnięte są jasnym owłosieniem. Głowa jest złocistozielona, u samca z niebieskim czołem. Zaopatrzona jest w duże oczy niemal stykające się z przednią krawędzią przedplecza. Czułki są smuklejszej budowy niż u opiętka gruszowca i mają drugi i trzeci człon dwukrotnie dłuższe od  szerokości. Złotozielone przedplecze ma podwójne krawędzie boczne połączone od okolicy środka długości, a z jego tylnych kątów wybiegają rozszerzone ku przodowi żeberka (kile). Pokrywy są długie, miedzianego koloru. Spód ciała jest w całości zielony. Przedpiersie ma rozrośnięty płat przedni z głęboko, trójkątnie wykrojoną krawędzią oraz równoległe boki wyrostka międzybiodrowego. Odwłok ma rowek wzdłuż krawędzi ostatniego widocznego sternitu niezmodyfikowany, zaokrąglony. U samca na sternicie tym występuje pośrodkowy kil.

## Ekologia i występowanie
Ksylofagiczne, monofagiczne larwy żerują, drążąc chodniki pod korą gałęzi jarzębu brekinii, jarzębu mącznego i jarzębu pospolitego.
Gatunek palearktyczny, europejski, znany z Niemiec, Austrii, Szwecji, Finlandii, Estonii, Łotwy, Litwy, Polski, Czech, Węgier oraz północnoeuropejskiej części Rosji. Na północ dochodzi do koła podbiegunowego. W Polsce jest bardzo rzadko spotykany. Na „Czerwonej liście zwierząt ginących i zagrożonych w Polsce” umieszczony jest jako zagrożony gatunek o niedostatecznie rozpoznanym statusie (DD). Z kolei na „Czerwonej liście gatunków zagrożonych Republiki Czeskiej” umieszczony jest jako gatunek krytycznie zagrożony wymarciem (CR), a na „Czerwonej liście bogatkowatych Saksonii-Anhalt” znalazł się jako gatunek wymierający.